# 105613 Odedaharonson
105613 Odedaharonson è un asteroide della fascia principale. Scoperto nel 2000, presenta un'orbita caratterizzata da un semiasse maggiore pari a 1,9224647 au e da un'eccentricità di 0,0595572, inclinata di 17,57296° rispetto all'eclittica.